# Tahanea
Tahanea és un atol de les Tuamotu, a la Polinèsia Francesa. Administrativament depèn de la comuna associada de Faaite, de la comuna d'Anaa. Està situat a 12 km al sud-est de Faaite i a 530 km a l'est de Tahití.

## Geografia
És un atol allargat de 48 km i 15 km d'ample. La superfície total és de 8,3 km², amb un total de 50 illots repartits per la corona d'esculls. Té una llacuna interior gran, de 545 km², amb tres passos navegables: Motupuapua, Teavatapu i Otao.
És deshabitat i visitat ocasionalment. A Otao hi ha una vila amb cases abandonades.

## Història
Va ser descobert per Domingo Bonaechea, el 1772, anomenant-lo San Julián. Fabian von Bellingshausen el 1820 el va anomenar Tchitschagof.